# 交響曲 (コルンゴルト)
《交響曲 嬰ヘ調》（Symphony in F-sharp）作品40は、エーリヒ・ヴォルフガング・コルンゴルトが完成させた唯一の交響曲である。ただし、曲の規模や演奏形態、楽曲構造などから、若書きの《シンフォニエッタ》作品5（1911年 - 1912年）を交響曲に含めて差し支えなければ、本作品はコルンゴルトの2作目の交響曲ということになる。
一般的に本作品の調性は嬰ヘ長調であると言われるが、出版譜の表紙には単に“in F#”としか記されておらず、“in F# major”とは表記されていない。また、開始楽章では確かに嬰ヘ長調の調号が記載されているものの、調性感は著しく拡張され、曖昧模糊として判然としない。以上から、本稿においては、作品の主調は「嬰ヘ調」とする。

## 作曲の経緯
コルンゴルトは、亡命前から嬰ヘ調の交響曲の主題を着想していたが、草稿はその後も構想の域を出ぬままだった。
1945年に第二次世界大戦が終結したのに伴い、コルンゴルトは、ハリウッドの映画界に対して嫌気が差していたこともあり、商業音楽から芸術音楽の復帰を目論み、さらには、すでに市民権を得てアメリカに帰化していたにもかかわらず、ウィーン楽壇への復帰にも意欲を燃やした。この流れの中で完成・初演されたのが、《ヴァイオリン協奏曲ニ長調》作品35である。評論家の袋叩きに遭ったものの、聴衆の支持を励みにコルンゴルトは新作に取り掛かり、1947年8月にはついに交響曲に着手する。しかし、翌月に心臓病の発作に見舞われたこと、ウィーン帰還の大掛かりな準備を優先させたこと、1949年から1950年の里帰りの目玉であった、歌劇《カトリーン》と《交響的セレナーデ》がことごとく不評で大失敗に終わったこと、結果的に失意の末に1951年にアメリカに引き返さなければならなかったことから、交響曲の完成は1952年9月9日までもつれ込んだ。
出来上がった交響曲は、「フランクリン・デラノ・ルーズベルトの追憶に」献呈された。コルンゴルトは、ルーズベルト元大統領の指導力が、理不尽な圧政からヨーロッパを解放したと信じていたからである。

## 初演
1954年にウィーン交響楽団が録音した演奏を、同年10月17日に放送を通じて公開するという形で初演が行われた。指揮者はハロルド・バーンズであった。ただし、演奏の水準が自分の理想に程遠いということを知ったコルンゴルトが、放送中止をウィーン放送局に要請するも、予定通りに放送初演が行われるという後日談が待っていた。

## 評価と受容
1959年にディミトリ・ミトロプーロスは、「全生涯をかけて完璧にモダンな作品を探してきたが、この曲の中にやっと見つかった。来期はこれを取り上げよう」と記している。だがミトロプーロス自身の死によりそれは叶わなかった。ヨーロッパでは、数回放送されたことがあるものの、演奏会場で上演されるのは、ようやく1972年11月にミュンヘンでルドルフ・ケンペが指揮した時であった。その後も暫くレパートリーには定着しなかったが、1990年代以降に、エドワード・ダウンズやフランツ・ウェルザー＝メスト、ジェームズ・デプリースト、アンドレ・プレヴィンらの指揮者と一流のオーケストラとの共演によって、練られた解釈のCDが数点出回るようになり、以前よりも親しみやすくなりつつある。
日本では、1999年4月に、グリーン・ユース・オーケストラ '99（アマチュア団体、山下一史指揮）が日本初演した。その後、2001年1月に新日本フィルハーモニー交響楽団（井上道義指揮）、2007年12月に東京シティ・フィルハーモニック管弦楽団（ヴェルナー・アンドレアス・アルベルト指揮、コルンゴルト没後半世紀記念として）が、実演で演奏した。

## 楽器編成
オイレンブルク版（ショット・ムジーク社）の出版譜では、以下のように弦楽五部の人数までもが割り振られている。
フルート3（第3フルートはピッコロ持ち替え）、オーボエ2、B♭管クラリネット2、バスクラリネット1、ファゴット2、コントラファゴット2、F管ホルン4、トランペット3、トロンボーン4、チューバ1、ティンパニ、シンバル、銅鑼、バスドラム、グロッケンシュピール、シロフォン、マリンバ、ハープ、ピアノ（演奏者はチェレスタも担当）、第1ヴァイオリン16名、第2ヴァイオリン14名、ヴィオラとチェロは各10名、コントラバスは8名。
クラリネットはオイレンブルク版のスコアの楽器編成表ではＢ♭管クラリネット１、バスクラリネット２と表示されているが、実際の楽譜を見るとＢ♭管２、バスクラリネット１となっている。楽器編成表の誤りが修正されずに残っていることになる。

## 演奏時間
約1時間かかる。

## 楽曲構成
以下のように4楽章で構成されている。カッコ内は各楽章の主な拍子を表すが、コルンゴルトの作風の一つに、頻繁な拍子の変更があるため、どの楽章でも一貫してその拍子が持続しているわけではない。前半2楽章では、非機能的な和声進行や2度・4度・5度を積み重ねたほとんど複調的な響きの充満、リズムの強調が目立つため、コルンゴルトの作品には珍しく、聞き手に鋭角的で晦渋な印象をもたらしている。また、前半2楽章では、主要主題が不安定な調性構造と切迫感ある曲想を基にしているのに対し、副主題は、依然として非機能的な和声を土台としてはいるものの、響きはさほど刺々しくなく、映画音楽を思わせる抒情的で（もしくは壮麗で）親しみやすい旋律を用いることで、主要主題との対比を図っている。
また、《ヴァイオリン協奏曲》と同じく、旧作の映画音楽を作品の素材に再活用している。
第1楽章 Moderato ma energico 4/4拍子
モデラートの第1楽章は序奏なしのソナタ形式をとる。刺々しい主要主題は、薄い響きを伴奏にしてフルート独奏が歌い出す副主題と対比されるが、楽章全体としては疾風怒涛の劇的な展開を見せ、結果的にコルンゴルトのオペラ作曲家としての力量を表している。
第2楽章 Scherzo. Allegro molto 12/8拍子 - Trio. molto meno (tranquillo) 6/4拍子
伝統的なジグ風のパルスに乗った急速なスケルツォである。先行楽章のそれと同じくスケルツォ楽章の主要主題も執拗な性格を持つが、途中ではっきりとホ長調の勇壮な ――そう言ってよければ西部劇風の―― 副主題が現れ、聞き手の緊張をほぐしていく。中間部は、アレグロの賑やかな両端部分とは対照的に、緩やかなテンポと薄いテクスチュアの中で、上下に音階をなぞって動く民謡風の旋律に始まる。明らかに複調的な和声進行と、飾り気のない性格の旋律のために、ストラヴィンスキーの《春の祭典》第2部にも似た印象の響きで満たされている。
第3楽章 Adagio. Lento 4/2拍子
楽章番号の横に大文字で「アダージョ」と併記されているが、実際の速度はレントが指定されている。長大で奥深い、内省的な楽章であり、ブルックナーやマーラーの交響曲にしばしば前例があるように、情緒面において緩徐楽章が作品全体の白眉をなしている。静々とした運びと、悲しげな曲想が段々と情熱的に盛り上がっていく様子から、ルーズベルトへの追悼音楽（もしくはルーズベルトを称える葬送行進曲）と看做しうる。
第4楽章 Finale. Allegro 4/4拍子
一転してアレグロで、楽天的な調子を帯びている。終結部において嬰ヘ長調に転調するまで、主調はト長調である。《ヴァイオリン協奏曲》の終楽章がそうであったように、躍動的な音型が忙しなく駆け巡る中、可憐な音色を多用することで一貫して無邪気な雰囲気を保っている。

## 参考資料
- 日本アルバン・ベルク協会『ベルク年報〔8〕1996』pp.5-55（平成11年1月）
- Erich Wolfgang Korngold, SYMPHONY IN F♯ Op.40 (London: Ernst Eulenburg Ltd, 2000), Preface [pp. III - VII]